# Кола (напій)

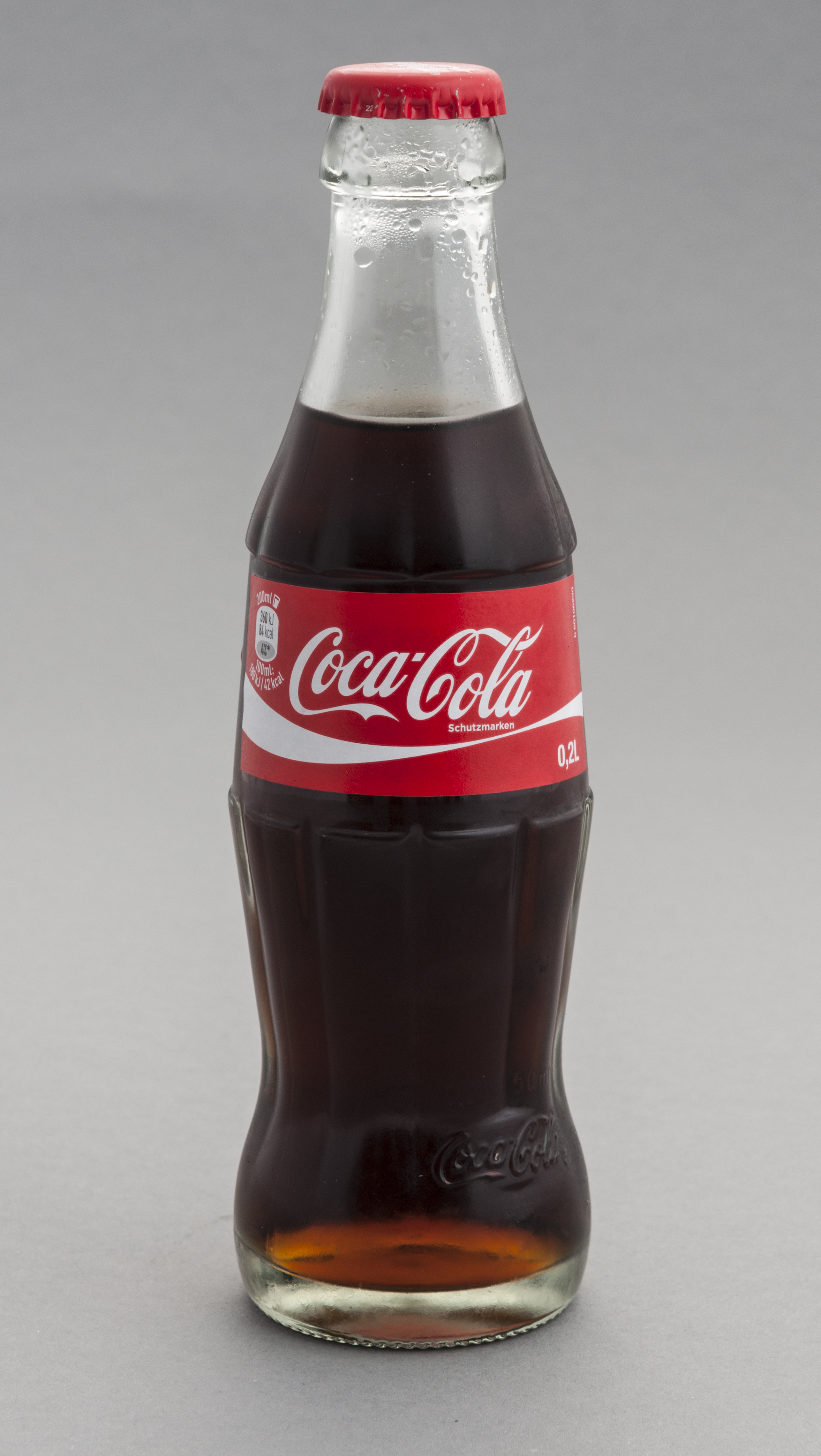
Coca-Cola

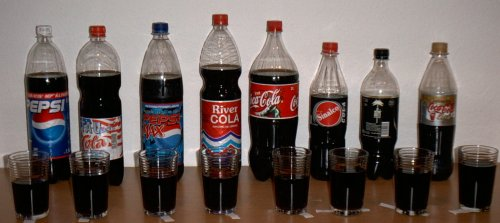
Зліва направо: PEPSI, TAUfrisch Cola, PEPSI MAX, River Cola, Coca-Cola, Sinalco Cola, Afri Cola, Coca-Cola light

Ко́ла («Кока-кола», «Пепсі-кола» та інші) — винайдений у США тип газованих солодких напоїв, що найчастіше містять кофеїн. Назва походить від горішків кола, що спочатку використовувалися виробниками напоїв як джерело кофеїну.

## Історія створення
Доктор Джон Стіс Пембертон, хімік з Атланти (штат Джорджія, США), приготував у 1886 році сироп карамельного кольору, який він згодом відніс у «Джейкобс» — найбільшу аптеку в місті. Перші порції сиропу продавалися по п'ять центів за склянку. Незабаром продавці аптеки почали змішувати сироп із газованою водою — причому невідомо, відбулося це випадково чи навмисно. Факт, однак, полягає в тому, що саме так виник напій Coca-Cola. Поруч із кока-колою виник ряд інших сортів, наприклад Пепсі-кола (Pepsi-Cola, США) або вироблена у 1931 в Німеччині Афрі-кола (Afri-Cola).
Кола в більшості країн світу вважається типово американським напоєм. Вживання цього напою (особливо Кока-коли) часто є вираженням західного світогляду.[джерело?]
У 2002 вийшла на ринок Mecca-Cola як альтернатива західним маркам. Ця Кола зроблена у Франції і є націленою на мусульманських клієнтів. Виробник обіцяє віддавати частину прибутку палестинцям.

## Склад
Спочатку головними компонентами коли були багатий на кофеїн горіх кола та кущ кока, що містить кокаїн. Останній у 1903 був прибраний з рецептури після того, як стала відома небезпека кокаїну. Сьогодні кока використовується без кокаїну. У одній склянці (250 мл) коли міститься 6 чайних ложок цукру.
Сьогоднішній типовий смак кола має завдяки додаванню ваніліну, цимтової олії, олії гвоздики і лимона.